# (673) Edda
Pour les articles homonymes, voir Edda (homonymie).

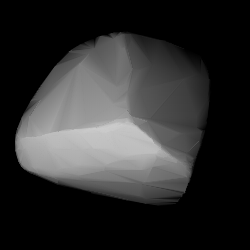

(673) Edda est un astéroïde de la ceinture principale découvert le 20 septembre 1908 par l'astronome américain Joel Metcalf.
Sa désignation provisoire était 1908 EA.
Son nom fait référence aux Eddas, manuscrits du XIIIe siècle.
Il ne doit pas être confondu avec un autre astéroïde, (207) Hedda.